# Mercedes-Benz O404
Mercedes-Benz O404 — серия туристических автобусов Mercedes-Benz, серийно выпускаемых в период с 1991 по 1999 год вместо Mercedes-Benz O303. Каждая модель выпускалась на шасси Mercedes-Benz OC500RF и комплектовалась дизельными двигателями Mercedes-Benz DB OM 401/402/441/442 LA мощностью от 150 до 280 кВт. В 1996 году семейство O404 обновили путём изменений зеркал заднего вида и прекращения производства укороченной модификации. Тремя годами позднее производство Mercedes-Benz O404 было остановлено в связи с запуском производства туристических автобусов Mercedes-Benz Travego.

## Модельный ряд
- Mercedes Benz O 404 10.
- Mercedes Benz O 404 13.
- Mercedes Benz O 404 15 RH.
- Mercedes Benz O 404 15 RHD.
- Mercedes Benz O 404 15 SHD.
- Mercedes Benz O 404 DD.[1]